# Перуанско-уругвайские отношения
Перуано-уругвайские отношения — двусторонние дипломатические отношения между Перу и Уругваем. Дипломатические отношения между странами были установлены в 1912 году, но многочисленные соглашения между странами были заключены уже во второй половине 19 столетия.
Посольство Перу находится в Монтевидео, а посольство Уругвая в Лиме. В Арекипе расположено почётное консульство Уругвая.
Исторически сложилось так, что обе страны были частью вице-королевства Рио-де-ла-Плата до начала 19-го века и поныне используют испанский язык в качестве официального. Сегодня обе страны являются полноправными членами Группы Рио, Латинского союза, ЛАИ, Ассоциации академий испанского языка, Организации американских государств, Организации иберо-американских государств, Союза южноамериканских наций, и Кернской группы.
Кризис с заложниками в Лиме 1996 г., среди которых был посол Уругвая, повлиял на перуанско-уругвайские отношения.
Перу становится важным торговым партнером Уругвая. В 2009 году товарооборот между Уругваем и Перу составил 103 712 681 долларов США.
В 2011 году проживало в Уругвае около 1433 перуанцев, наибольшая доля иммигрантов состоит из молодых людей в возрасте от 20 до 39 лет.. По другим данным приблизительно от 2000 до 3000 перуанцев живут и работают в Уругвае в основном в области рыболовства или в качестве домашней прислуги. Много лиц уругвайского происхождения проживают в Перу, среди них деятели науки, искусства, спорта.

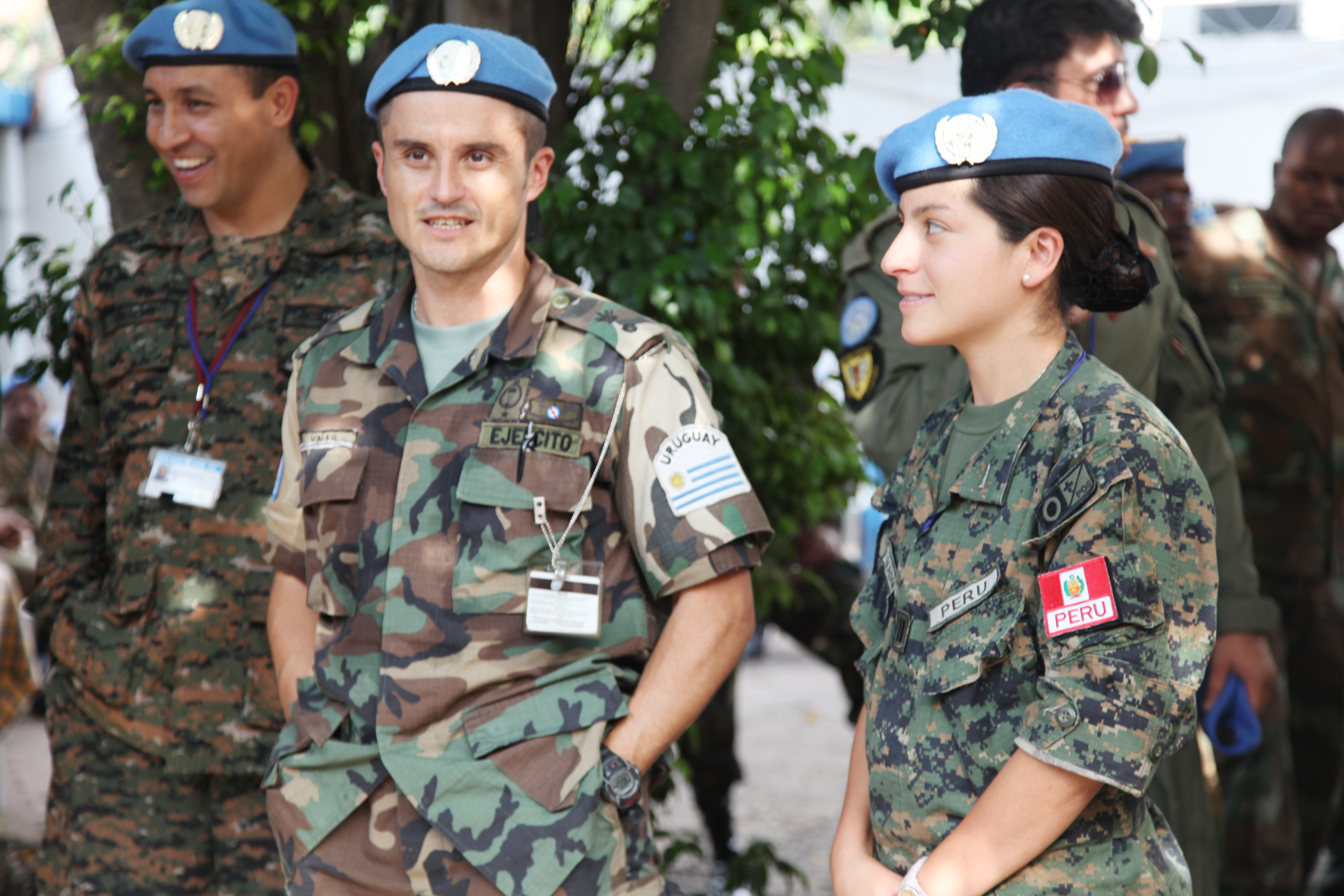
Военнослужащие из Уругвая и Перу Миссии Организации Объединенных Наций по стабилизации в Демократической Республике Конго (МООНСДРК) в Киншасе.

Обе страны развивают сотрудничество в военной области и договорились сформировать совместную команду для Миссии Организации Объединенных Наций по стабилизации в Гаити (МООНСГ) — батальон URUPERBAT.